# 미드 홀

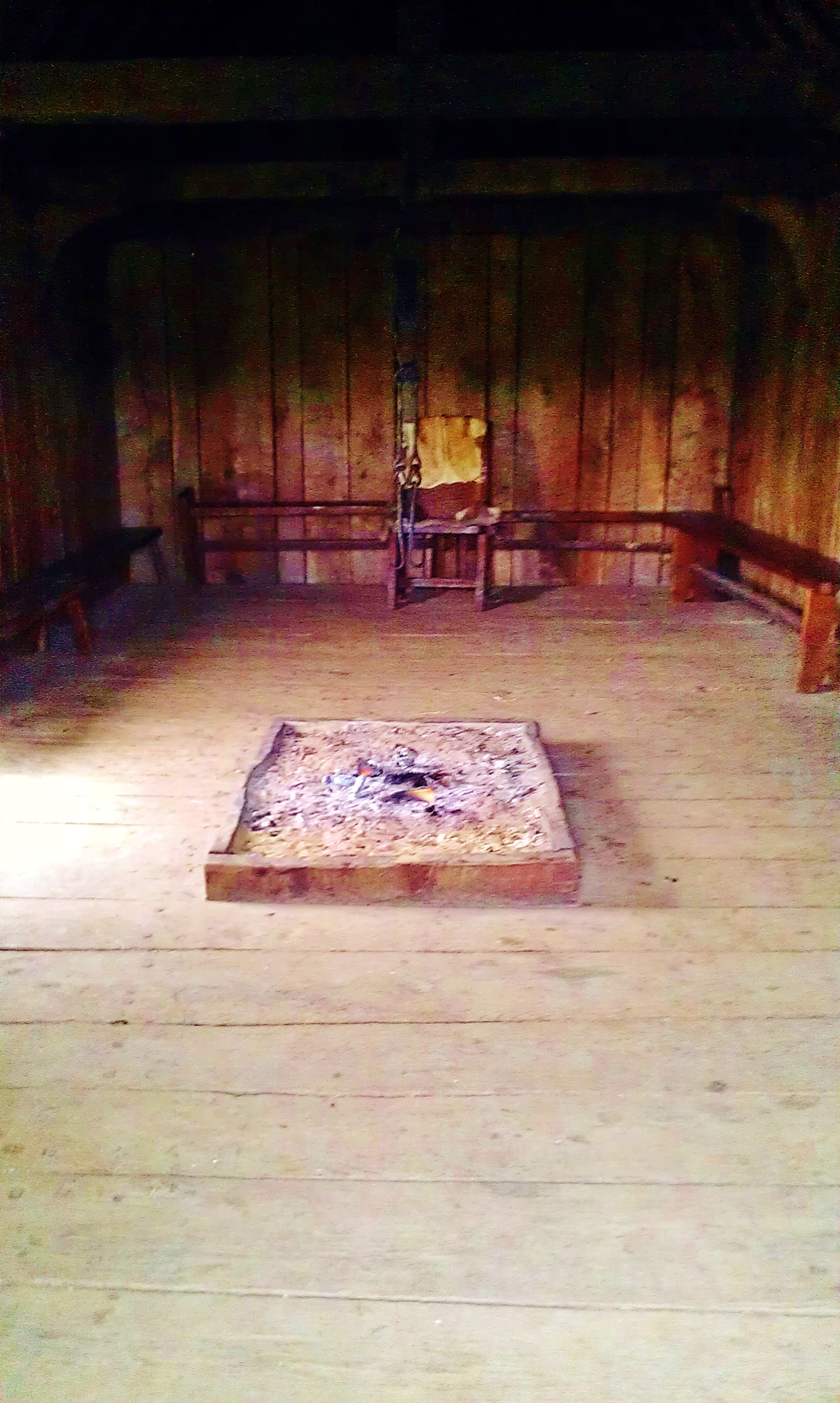
2005년 웨스트 스토우에서 재현된 앵글로색슨의 미드 홀.

미드 홀(mead hall) 또는 연회 홀(feasting hall)은 중세 전기의 홀이다. 초기 게르만족에서 단순한 원룸이 있던 큰 건물이었던 미드 홀은 5세기부터 중세 전기까지 영주와 그의 가신들의 거주지였으며, 동시에 영주가 공식적으로 손님을 맞이하거나 신하의 사회 활동을 감독할 수 있는 장소이자 지역 공동체가 모이는 사교의 장소이기도 하였다. 미드 홀은 일반적으로 왕의 그레이트 홀이었다.

## 고고학
서기 500년경부터 스칸디나비아의 기독교화(13세기까지)까지 이 그레이트 홀은 정치 중심지의 중요한 부분이었다. 이것은 나중에 중세 연회장으로 대체되었다.
발굴된 예는 다음과 같다.
- 덴마크 라일러(Lejre) 남서쪽. 바이킹 홀 단지의 유적은 로스카일드 박물관의 톰 크리스텐센에 의해 1986-88년에 발견되었다.[2] 재단의 목재는 880년경까지 방사성 탄소로 기록되었다. 나중에 이 홀이 680년으로 거슬러 올라가는 오래된 홀 위에 지어졌다는 것이 밝혀졌다. 2004-05년에 크리스텐센은 다른 두 곳의 바로 북쪽에 위치한 세 번째 홀을 발굴했다. 이 홀은 정확히 베오울프 시대인 6세기 중반에 지어졌다. 세 개의 홀은 모두 약 50미터 길이였다.[3] 진행중인 발굴은 왕실의 시각적 특성과 500-1000년경 Lejre 주변 경관의 위치를 확립하는데 도움이 되었다.[4]
- 덴마크의 구드므(Gudme). 1993년에 두 개의 유사한 홀이 발굴되었다. 소위 "왕의 홀"(Gudme Kongehal)에서 기둥 구멍만 발견되었다. 둘 중 더 큰 것은 길이 47미터, 너비 8미터였다. 유적 근처에서 발견된 금 항목의 날짜는 200년에서 550년 사이이다. Møllegårdsmarken과 Brudager의 철기 시대 묘지가 가까이에 있다. 홀은 룬데보그가 항구로 사용되는 왕실 축제 장소로 사용되는 지역 종교 및 정치 센터의 일부일 수 있다.[5]
- 잉글랜드 서퍽주의 웨스트 스토우. 5세기와 6세기경의 마을이 발굴되었으며 여러 개의 홀이 있다. 가장 큰 전체 홀은 폭이 약 7m, 길이가 14m이다.
- 잉글랜드 노섬벌랜드주의 예버링. 크기와 목적이 다양한 여러 홀은 6세기 후반과 7세기로 거슬러 올라가며, 다른 것보다 큰 두 개의 메인 홀이 있다. 이 부지의 초기 건물은 브리튼인이 지었고 후기 건물은 앵글로색슨인이 지었을 가능성이 높다.[6] 가장 큰 홀은 폭이 약 11미터, 길이가 약 25미터이다. 예버링의 홀은 일반적으로 《베오울프》에 등장하는 헤오르트 미드 홀의 실제 모티브로 추정된다.[7]

## 전설과 역사

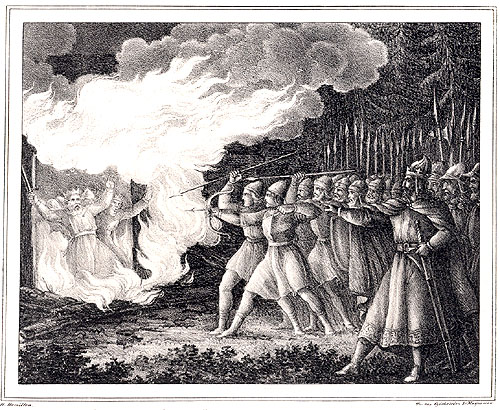
윙갈드는 그의 새로운 연회홀에서 그의 부하 왕들을 산채로 불태운다.

스칸디나비아 왕족이 초청되었을 때 중요한 연회를 위해 지어진 대규모 연회홀에 대한 몇 가지 묘사가 있다. 스노리 스투를루손이 구전한 전설에 따르면, 헤임스크링글라에서 9세기 후반 베름란드 족장 아키는 노르웨이 왕 하랄드 하르파그리와 스웨덴 왕 에릭 에이문드손을 모두 초대했지만 왕 중 막내이자 가장 큰 전망을 가진 사람이었던 노르웨이 왕은 새로 지어진 호화로운 곳에 머물렀다. 반면에 나이 든 스웨덴 왕은 오래된 연회홀에 머물러야 했다. 스웨덴 왕은 너무 굴욕적이어서 아키를 죽였다.
새로운 연회홀의 건설은 또한 왕족의 위험한 살인을 위한 준비일 가능성이 있다. 헤임스크링글라의 윙글링 사가에서 스노리는 8세기에 전설적인 스웨덴 왕 윙갈드가 밤늦게 잠들었을 때 그의 모든 부하 왕들을 불태울 목적으로 큰 연회홀을 지은 방법을 설명한다. 《장거리 여행자 잉그바르의 사가》(Yngvars saga víðförla)에 따르면, 스웨덴 왕 에이리크 인 시그르셀리와 노르웨이의 왕 호콘 시구르손이 10세기 후반 감라 웁살라에서 반역적인 스웨덴 정복자 아키를 살해했을 때 동일한 계략을 펼쳤다.
큰 홀이 보호의 장소로 사용되었을 수도 있다. 앨프레드 대왕의 통치하에서 왕의 재산을 보호하는 벌금이 연회홀에도 적용될 수 있다고 추측된다. 이 벌금은 건물 내에서의 싸움을 막았다.

## 신화
적어도 10세기부터 북유럽 신화에서 죽은 자들이 도착할 수 있는 홀의 예가 많이 있다. 가장 잘 알려진 예는 오딘이 전투에서 잃은 죽은 자의 절반을 받는 홀인 발할라이다. 프레이야는 세스룸니르에서 나머지 절반을 받는다.
《베오울프》에서는 흐로드가르가 속한 헤오르트에 미드 홀이 포함되어 있으며 이곳에서 일어난 소음이 너무 큰 나머지 그렌델이 침입하여 소음을 일으키는 사람들을 학살했다.

## 같이 보기
- 그레이트 홀
- 모트 홀